# سي إل سي (فرقة)
سي إل سي (هانغل: 씨엘씨) هي فرقة فتيات كورية جنوبية من سبعة عضوات تشكلت بواسطة كيوب إنترتينمنت في عام  2015. سي إل سي هو لفظ أوائلي من بداية CrystaL Clear. سي إل سي كان  ظهورهم مع  إطلاق أسطوانتهم المطولة First Love في 19 مارس .

## أعضاء
Sorn - سورن
الجنسية: تايلند
تاريخ الميلاد : 18 نوفمبر 1996
Elkie - ايلكي
الجنسية : الصين
تاريخ الميلاد: 2 نوفمبر 1998
Ye eun - يي ايون
الجنسية: كوريا
تاريخ الميلاد : 10 أغسطس 1998
Eunbin - ايون بين ( الماكني)
الجنسيه: كوريا
تاريخ الميلاد :6 يناير 2000
Seunghee - سينقهي
الجنسية : كوريا
تاريخ الميلاد : 10 أكتوبر 1995 .
Seungyeon- سينقيون ( الليدر)
الجنسية : كوريا
تاريخ الميلاد : 16 نوفمبر 1996
Yujin - يوجين
الجنسية : كوريا
تاريخ الميلاد : 12 أغسطس 1996
.

## روابط خارجية
- سي إل سي على موقع ميوزك برينز (الإنجليزية)
- سي إل سي على موقع أول ميوزيك (الإنجليزية)
- سي إل سي على موقع ديسكوغز (الإنجليزية)
- الموقع الرسمي على كافي
- الموقع الرسمي على اليوتيوب